# Mistrovství Evropy ve fotbale 2012 – skupina B

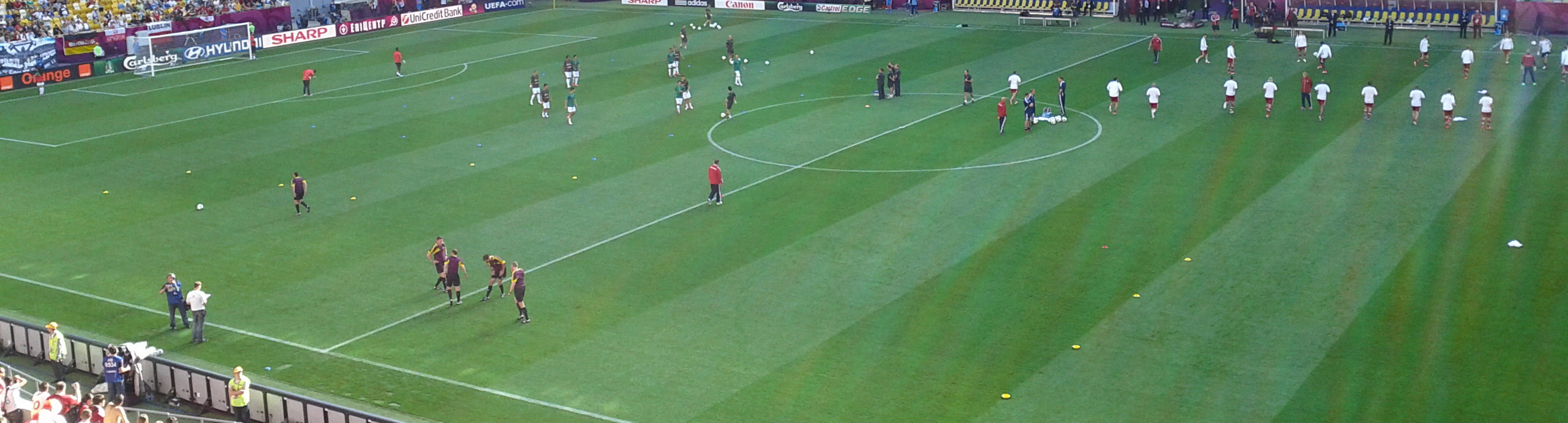
Před zápasem Dánsko - Portugalsko

Skupina B byla jednou ze čtyř skupin turnaje Mistrovství Evropy ve fotbale 2012. Nalosovány do ní byly týmy Německa, Portugalska, Dánska a Nizozemska. Zápasy se hrály ve dvou Ukrajinských městech - v Charkově a Lvově mezi 9.–17. červnem 2012. Tato skupina byla označena jako tzv. „skupina smrti“, nejtěžší ze všech na šampionátu.
| Tým         | Z | V | R | P | VG | IG | +/- | B |
| ----------- | - | - | - | - | -- | -- | --- | - |
| Německo     | 3 | 3 | 0 | 0 | 5  | 2  | +3  | 9 |
| Portugalsko | 3 | 2 | 0 | 1 | 5  | 4  | +1  | 6 |
| Dánsko      | 3 | 1 | 0 | 2 | 4  | 5  | –1  | 3 |
| Nizozemsko  | 3 | 0 | 0 | 3 | 2  | 5  | −3  | 0 |

## Nizozemsko - Dánsko
| 9. června 2012 19:00 UTC+3 |        |                 |                                                                  |
| Nizozemsko                 | 0:1    | Dánsko          | Stadion Metalist, Charkov diváci: 35 923 rozhodčí: Damir Skomina |
|                            | Report | Krohn-Dehli 24' | Stadion Metalist, Charkov diváci: 35 923 rozhodčí: Damir Skomina |

## Německo - Portugalsko
| 9. června 2012 21:45 UTC+3 |        |             |                                                           |
| Německo                    | 1:0    | Portugalsko | Arena Lviv, Lvov diváci: 32 990 rozhodčí: Stéphane Lannoy |
| Gómez 72'                  | Report |             | Arena Lviv, Lvov diváci: 32 990 rozhodčí: Stéphane Lannoy |

## Dánsko - Portugalsko
| 13. června 2012 19:00 UTC+3 |        |                                 |                                                         |
| Dánsko                      | 2:3    | Portugalsko                     | Arena Lviv, Lvov diváci: 31 840 rozhodčí: Craig Thomson |
| Bendtner 41', 80'           | Report | Pepe 24' Postiga 36' Varela 87' | Arena Lviv, Lvov diváci: 31 840 rozhodčí: Craig Thomson |

## Nizozemsko - Německo
| 13. června 2012 21:45 UTC+3 |        |                |                                                                   |
| Nizozemsko                  | 1:2    | Německo        | Stadion Metalist, Charkov diváci: 37 750 rozhodčí: Jonas Eriksson |
| van Persie 73'              | Report | Gómez 24', 39' | Stadion Metalist, Charkov diváci: 37 750 rozhodčí: Jonas Eriksson |

## Portugalsko - Nizozemsko
| 17. června 2012 21:45 UTC+3 |        |                   |                                                                   |
| Portugalsko                 | 2:1    | Nizozemsko        | Stadion Metalist, Charkov diváci: 37 445 rozhodčí: Nicola Rizzoli |
| Cristiano Ronaldo 28', 74'  | Report | van der Vaart 12' | Stadion Metalist, Charkov diváci: 37 445 rozhodčí: Nicola Rizzoli |

## Dánsko - Německo
| 17. června 2012 21:45 UTC+3 |        |                         |                                                                   |
| Dánsko                      | 1:2    | Německo                 | Arena Lviv, Lvov diváci: 32 990 rozhodčí: Carlos Velasco Carballo |
| Krohn-Dehli 24'             | Report | Podolski 19' Bender 80' | Arena Lviv, Lvov diváci: 32 990 rozhodčí: Carlos Velasco Carballo |